# Thorius tlaxiacus
Thorius tlaxiacus es una especie de salamandra perteneciente a la familia Plethodontidae. 

## Descripción
Se distingue de otras especies de Thorius por la siguiente combinación de caracteres: (1) talla muy grande (longitud promedio cerca de 28 mm en ambos hembras y machos); (2) los miembros son moderadamente cortos; (3) cola moderadamente larga (excede ligeramente la longitud en la mayoría de los adultos); (4) narinas esferoides (significa que el radio de mayor a menor de los ejes excede 2 en ambos machos y hembras); (5) ausencia de dientes maxilares; y (6) moderado número de dientes vomerinos (4-6 en machos, 4-8 en hembras).

## Distribución
T. tlaxiacus es conocido de dos áreas geográficas: la localidad tipo y localidades adyacentes cerca de la Ciudad Heroica de Tlaxiaco, en el oeste centro de Oaxaca; y en cerca de 80 km al sureste cerca de la villa de San Vicente Lachixio, Oaxaca. La distribución vertical va de los 2.665 a los 3.080 m s. n. m. (Tlaxiaco) y de los 2.720 a 1.730 m s. n. m. (San Vicente Lachixio).

## Hábitat
Thorius era abundante en bosque de pino-encino a 29,5 km SE de Tlaxiaco. Los mejores sitios de colecta eran laderas parcialmente alteradas con abundantes troncos caídos. Las salamandras eran más abundantes dentro de troncos caídos fragmentados; unas pocas más fueron encontradas debajo de corteza. Tantas como 10 o 12 especímenes fueron encontrados juntos en una sola grieta. Se revisó el área de Tlaxiaco en julio de 1999 y se encontró que mucho del bosque había sido extensivamente deforestado, quedando solamente árboles aislados. Solamente tres especímenes de T. tlaxiacus, incluyendo el holotipo, fueron observados. Se visitó Tlaxiaco y San Vicente Lachixio en julio de 2014 pero no se encontró ninguna salamandra en ambos sitios. T. tlaxiacus es simpátrico con una segunda especie terrestre de Thorius en cada área: T. narisovalis (Tlaxiaco) y T. longicaudus (San Vicente Lachixio). Especies simpátricas de plethodontidos adicionales en San Vicente Lachixio son Pseudoeurycea cochranae y P. anitae.

## Estado de conservación
Basado en los criterios de la lista Roja de las especies amenazadas de la IUCN, Parra-Olea et al, (2016) propone que Thorius tlaxiacus sea enlistado como Críticamente Amenazado. Pues ha habido un drástico declive en su población que excede el 80%, en sus pocas localidades conocidas en los últimos 30-40 años, lo cual es aún no comprendido y podría seguir continuando. Hay un continuo declive en la extensión y calidad de su hábitat. La especie es conocida de dos áreas circunscritas y mientras que estas están separadas por unos 80 km, la completa extensión de ocurrencia es desconocida y el área de ocupación podría ser muy pequeña. Futuros intentos para identificar y evaluar más precisamente las poblaciones de T. tlaxiacus en localidades adicionales y para definir su rango de distribución geográfica son urgentemente necesarios.